# Vlag van Pruisen
De vlag van Pruisen bestond uit een wit veld met daarop de zwarte Pruisische adelaar; wit en zwart waren dan ook de Pruisische kleuren. Gedurende de periode dat Pruisen bestond, werden verschillende vlaggen gebruikt; de ontwikkeling daarvan wordt hieronder besproken. Tegenwoordig is de kleurencombinatie wit-zwart nog te zien in het tenue van het Duits voetbalelftal.

Vlag van Pools-Pruisen, 1466-1772

Vlag van Pruisen, 1701-1750

Vlag van Pruisen, 1750-1801

Vlag van Pruisen, 1801-1803

Vlag van Pruisen, 1803-1892

19e-eeuwse oorlogsvlag

Vlag van Pruisen, 1892-1918

Landesfarben van Pruisen

Vlag van Pruisen, 1918-1933 (als deelstaat van de Weimarrepubliek)

Vlag van Pruisen, 1933-1935 (in nazi-Duitsland tot het werd opgeheven als deelstaat)

## Symboliek
De kleuren zwart en wit spelen een grote symbolische rol in de Pruisische geschiedenis; zij staan dan ook centraal in het Pruisische volkslied Ich bin ein Preuße.
De ridders van de Duitse Orde droegen een wit schild met een zwart kruis. De vierde Grootmeester van deze orde, Herman van Salza, kreeg van keizer Frederik II van het Heilige Roomse Rijk door middel van de Gouden bul van Rimini het recht om de zwarte Rijksadelaar te voeren, die hij vervolgens op een wit schild plaatste. Daaruit ontstond het Pruisische wapen.
Ook het wapen van het Huis Hohenzollern, dat een belangrijke rol in de Pruisische geschiedenis heeft gespeeld, bestaat uit de kleuren zwart en wit.

## Geschiedenis

### Hertogdom Pruisen
Het Hertogdom Pruisen, de eerste evangelische staat, werd in 1525 door Albrecht van Brandenburg gesticht uit het oostelijk deel van het land van de Duitse Orde. Het hertogdom zou tot 1660 wel als vazalstaat onderdergeschikt zijn aan de koning van Polen. Het hertogdom moet onderscheiden worden van de gelijknamige aangrenzende Poolse provincie, dat onder direct gezag van de Poolse koning bleef.
De vlag van het hertogdom werd op 10 april 1525 door koning Sigismund I van Polen toegekend en zou tot 1657 in gebruik blijven. Ze toont een zwarte adelaar op een witte achtergrond, waarbij de adelaar een open gouden kroon om zijn nek heeft en de letter S op zijn borst. Deze letter verwijst naar koning Sigismund.
De Poolse provincie Pruisen zou een gelijkaardige vlag voeren, maar met een ietwat anders ontworpen adelaar, zonder de letter S maar met een zwaard. Deze Poolse provincie zou in 1772 door het in 1701 koninkrijk geworden hertogdom geannexeerd worden als West-Pruisen; de voorheen Poolse vlag bleef daarbij in gebruik.

### Koninkrijk Pruisen
In 1701 werd Pruisen een onafhankelijk koninkrijk door de kroning van Frederik I tot koning. Dit gebeurde met instemming van de Duitse keizer, vanwege de Pruisische steun voor hem in de Spaanse Successieoorlog. Op dat moment werd ook een nieuwe vlag aangenomen, in de zin dat de Pruisische adelaar werd aangepast. De borst van de adelaar toont nu de letters F en R, hetgeen Fredericus Rex betekent. Deze vlag werd met diverse aanpassingen (in 1750, 1801 en 1803), tot Pruisen in 1892 als onderdeel van het Duitse Keizerrijk zijn laatste vlag als koninkrijk aannam.

### Tijdens de Weimarrepubliek
Na de Novemberrevolutie van 1918 duurde het enige tijd voordat de Pruisische symboliek aan de republikeinse staatsvorm was aangepast. Op 11 juli 1921 werd een nieuw wapen vastgelegd. Deze adelaar had een meer natuurlijk uiterlijk dan de vorige en had geen kroon en scepter. Op 12 december van dat jaar werd besloten dat de Pruisische vlag enkel uit twee horizontale banen in zwart en wit zou bestaan. Enkele maanden later werd besloten dat er een aparte dienstvlag zou komen, die gelijkaardig was aan de negentiende-eeuwse vlag: horizontale zwarte banen aan de boven- en onderkant met de nieuwe adelaar in het midden. De Pruisische vlag werd op 31 oktober 1935 door de nazi's afgeschaft.